# Cryptanura silvae
Cryptanura silvae là một loài tò vò trong họ Ichneumonidae.